# Тарасий Глушицкий
Тарасий Глушицкий (ум. 1440) — игумен и преподобный Русской православной церкви.
День памяти святого: 12 октября и в 3-е воскресение по Пятидесятнице в Соборе Вологодских святых.

## Биография
О детстве и мирской жизни Тарасия сведений практически не сохранилось, да и последующие биографические данные о нём очень скудны и отрывочны.
Известно, что сперва он был игуменом Пермской обители, обустроенной святителем Стефаном Пермским, но оставил руководство и отправился в Дионисиев Глушицкий Покровский монастырь к преподобному Дионисию Глушицкому, чтобы жить там под его наставничеством.
Принятый Дионисием, Тарасий прожил с ним около десяти лет; он стяжал дар умиления и непрестанный плач; вёл строгую подвижническую жизнь.
Тарасий Глушицкий скончался в 1440 году уже при святом игумене Амфилохии Глушицком; мощи его были упокоены под спудом в Глушицком монастыре.
Память преподобного Тарасия чтится в Русской православной церкви 12 октября; служба установлена общая со всеми преподобными Глушицкого монастыря и отправляется по древней рукописной книге. Его поминают также в 3-ю неделю по Пятидесятнице в Соборе Вологодских святых.
Тропарь преподобным Амфилохию, Макарию, Тарасию и Феодосию Глушицким гласит: «Свети́льники све́тлыя я́вльшеся,/ добро́ту земну́ю му́дренно оста́вльше,/ и идо́ша во вну́треннюю пусты́ню, Амфило́хие, Мака́рие, Тара́сие и Феодо́сие,/ смире́ние и вся́кую доброде́тель извы́кше,/ и обрето́ша безсме́ртие,/ посто́м и бде́нием и про́чим воздержа́нием себе́ принося́ще Христу́,/ и ны́не на Небесе́х Престо́лу Христо́ву предстои́те./ Моли́те, отцы́ Богому́дрии, Амфило́хие, Мака́рие, Тара́сие и Феодо́сие,/ умири́ти мир и спасти́ся душа́м пою́щих вас,/ и согреше́ний оставле́ние дарова́ти// чту́щим всечестну́ю па́мять ва́шу».